# Кароліна Вітгенштейн
Кароліна Ельжбета Вітгенштейн (Вітгенштейнова, Сайн-Вітгенштейн, Сайн-Вітгенштейнова, Wittgenstein, Wittgensteinowa, Sayn-Wittgenstein, Sayn-Wittgensteinowa), до шлюбу Івановська (*08.02.1819, Монастирище, Черкаська область – † 09.03.1887, Рим) – польська релігійна мислителька, філософиня та письменниця. Власниця музичного салону у Веймарі. Муза та секретарка Ференца Ліста. Псевдонім: Une femme du monde ("Світська пані").

## Походження
Була донькою судді Петра Івановського і Пауліни Подоської з давнього роду.
Мати Кароліни, Пауліна Подоська (1790-1853), спадкова власниця Деребчина (Ямпільський повіт), була відома не лише чарівністю, але також доброю освітою та почуттям гумору. Часто мешкала в Берліні й Відні, а від Віденського конгресу залишалася в тісних стосунках з австрійським канцлером князем Клементом Венцелем фон Меттерніхом. Її гостинний дім завжди був відкритий для митців і вчених. Після смерті матері (1853) її земельні володіння перейшли у користування Кароліни, а в подальшому – онуки Марії (єдиної дочки Кароліни). Та з невідомих причин продала землі. Зокрема, Деребчин перейшов у володіння (1871) німецького підприємця та банкіра Аріста Арістовича Маса.
Батько був головою Головного суду в Києві, а також великим землевласником. Він володів земельними угіддями:
- у Подільській губернії: Воронівцями, Петриківцями, Тарасками Літинського пов., Білянами-Шаргородськими, Лозовою, Шендерівкою Могилівського пов., Кислицьким Ямпільського пов., Воловодівкою, Війтівцями, Потоком Брацлавського пов.;
- у Київській губернії: Старостинцями, Іваньками, Бухнами Сквирського пов., Білашками Махнівського пов.;
- у Волинській губернії – Мартинівкою Новоград-Волинського повіту.

Розумний і дуже побожний, він мав прекрасну бібліотеку, оркестр. 
Мати розлучилася з батьком, бо через його скупість «вона сприкрила собі спосіб життя, який з чоловіком мусила вести», до того ж завжди вважала свій шлюб мезальянсом (рід Подоських, на відміну від Івановських, був досить відомий у давній Речі Посполитій: мав серед своїх архієпископа, кількох воєвод і каштелянів, уживав графського титулу, який, втім, не був визнаний). За угодою між подружжям (від 25.06.1824) батько щорічно від січня 1825 р. до січня 1836 р. платив на утримання й виховання доньки 900 крб.

## Біографія

### Ранні роки
Народилася в Монастирищі (Липовецький повіт, Київська губернія), в маєтку діда по матері Лєона Подоського. 
Кароліна, яку «навчали мало не від маляти на вчену, оточували найкращими викладачами лінгвістики, історії, природознавства, навіть математики», отримала прекрасну освіту. Виховувалась до 6 років при бабці в Монастирищі, потім під керівництвом батька у Воронівцях. У 1827 р. здійснила першу подорож з матір'ю за кордон (Франція, Швейцарія, Італія), в 11 років відвідала Петербург. 
У середині січня 1832 р., перебуваючи з матір'ю в Женеві, познайомилася із 3. Красінським. У листі до друга (від 22.01.1832) поет писав про дівчинку, яка справила на нього велике враження: «бліда, чудові очі; у рисах гідність і вразливість; переважно мовчить, здається з глибокою проникливістю спостерігає за всім довкола. 

### Примусовий шлюб
У 1836 р., для надання блиску менш відомому за материне батьковому прізвищу Івановських Кароліну Ельжбету проти її волі видали в шлюб, коли їй було всього 16 років (цього шлюбу прагнув батько). Вінчання відбулося 26.IV в Погребищенському костьолі. У посаг отримала Воронівці, Петриківці й Тараски.
Чоловіком став потомок старого аристократичного роду князь Микола Вітгенштейн (1812-1864). Він був сином знаменитого російського фельдмаршала, героя війни 1812 р. князя Петра Вітгенштейна (Сайн-Вітгенштейн-Берлебург) і польки Антоніни зі Снарських. Вітгенштейни володіли Бронницею, Григорівкою, Садківцями Могилівського пов., Дмитрашківкою, Строїнцями, Кам'янкою Ольгопільського повіту. Кам'янку тесть Вітгенштейн перетворив на містечко. У 1819 р. збудував там над Дністром розкішний палац, влаштувавши навколо нього парк. Ймовірно, саме в Кам'янці молодята жили перший час після одруження.
Шлюб був вкрай невдалим. 18 листопада 1837 Кароліна народила доньку Марію Пауліну Антоніну, і скоро після цього подружжя почало жити нарізно. Кароліна оселилась у Воронівцях, виховувала доньку, багато читала, управляла маєтками, які успадкувала після смерті батька (1844). Проте її чоловік (в тому числі після розлучення) ще 27 років, аж до своєї смерті у 1864 році, перешкоджав її особистому життю, зводячи наклепи до російського царя, а також відібрав її спадкові маєтки, їхню спільну доньку, домігся її насильного повернення в Росію та встановив над Кароліною Вітгенштейн законодавчу опіку.

### Стосунки зФеренцом Лістомта життя в Європі
У 1847 р. під час гастролей знаменитого угорського піаніста й композитора Ф. Ліста в Києві Кароліна Вітгенштейн відвідала один з його благодійних концертів (2 жовтня), заплативши за квиток 100 руб., що в 100 разів перевищувало ціну найдорожчого квитка. Ліст особисто подякував щедрій благодійниці, між ними зав'язалося знайомство, і на її запрошення піаніст протягом кількох днів гостював у Воронівцях.
Кароліна Вітгенштейн не відзначалася особливою красою: надто великий ніс, скошене підборіддя, жовтуватий колір обличчя, одягалася яскраво і без смаку. Але Ліст через деякий час писав матері: «Я стверджую, що княгиня Вітгенштейн прекрасна, навіть найвищою мірою прекрасна, бо її душа надає всьому її вигляду незвичайної краси».
Після успішних гастролей у Львові, Чернівцях, Яссах і Туреччині Ліст у середині липня того ж року прибув до Одеси, де знову зустрівся з Вітгенштейн. У них зародилися плани спільного життя. З Одеси Ліст у перші дні вересня виїхав до Єлизаветграда, де Микола І оглядав війська. Можливо, він мав надію отримати дозвіл царя на розлучення Кароліни, та не зміг цього зробити.
Після кількох концертів у Єлизаветграді Ліст поїхав до Воронівців, куди його вдруге запросила Кароліна. Цього разу він прожив там з початку жовтня 1847 р. до кінця січня 1848 p., в атмосфері любові та спокою зміг добре обдумати свої плани на майбутнє і повністю віддатися творчості. 
У Воронівцях він написав «Заклик», «Благословіння Бога наодинці», «Гімн Любові», які ввійшли пізніше в цикл «Harmonies poétiques et religieuses» («Поетичні і релігійні гармонії», з присвятою В.), кілька п'єс на пол. й укр. теми (м. ін. на теми укр. народних пісень «Ой не ходи, Грицю» та «Віють вітри, віють буйні»), «Українську баладу» та «Думку», які ввійшли в цикл під загальною назвою «Glanes de Woroninci» («Колоски Воронівців»). Там Ліст розпочав перший великий симфонічний твір за мотивами «Божественної комедії» Данте.
Вітгенштейн продала частину маєтків і в березні 1848 р. під приводом лікування в Карлсбаді за дозволом київського військового генерел-губернатора Д. Бібікова виїхала з донькою за кордон. Чоловік написав на неї скаргу начальнику III Відділення Імператорської канцелярії О. Орлову, в якій прохав «повернути її до своїх обов'язків»; однак лист-розпорядження Орлова (від 20.04.1848) про заборону виїзду прийшов до Бібікова запізно. Кароліна Вітгенштейн перетнула кордон Російської імперії та зустрілася з Лістом у прикордонних Крижановичах. Разом вони попрямували через Прагу й Відень до Веймара. Там вона через Ліста звернулася до сестри Миколи І гросгерцогині веймарської Марії Павлівни з проханням сприяти її розлученню. Гросгерцогиня з поваги до Ліста (вона була його ученицею з фортепіано й композиції протягом кількох років) незабаром звернулася з проханням до свого брата-царя. Однак скарги чоловіка Кароліни Вітгенштейн та його натяки цареві на симпатії Кароліни і Ліста до пригнічених поляків звели нанівець ці клопотання. Сама Кароліна неодноразово зверталася до Миколи І й Орлова з проханням дозволити їй розлучення через те, що її видали в шлюб неповнолітньою і проти її волі.
У жовтні 1848 р. Микола І наказав відмовити Кароліні, «що виїхала за кордон без дозволу чоловіка», у продовженні паспорту, «із суворим підтвердженням повернутися в Росію», помістя ж її «взяти в опіку». Маєтки Кароліни Вітгенштейн були секвестровані й перейшли під нагляд Могилівської дворянської опіки (опікунами призначено, між інших, її чоловіка й кузена T. М. Кальм-Подоського). Кароліна Вітгенштейн відмовилася повернутися в Росію, остерігаючись, що її вже ніколи не випустять. Одночасно вона зреклася прав на маєтки батька на користь доньки Марії з умовою залишити за нею тільки Воронівці.
У Веймарі вона набула віллу «Альтенбург», яка стала відомим музичним салоном. Кароліна Вітгенштейн була секретаркою і музою Ліста, який називав себе її «духовним близнюком». На віллі Кароліни «Альтенбург» деякий час перебував німецький поет і композитор П. Корнеліус. Тут він вивчив польську і перекладав німецькою А.Міцкевича, зокрема «Sonety krymskie» (1860, переклад присвятив В.).
У жовтні 1850 р. Кароліна Вітгенштейн захворіла, оздоровлювалася на курорті в Ейльзені. У кінці року хворіла на тиф. Улітку 1851 р. залишила Ейльзен, разом з донькою і Лістом здійснила подорож судном по Рейну. У середині 1852 р. доглядала в Ерфурті хвору матір Ліста. У середині наступного року Ліст представив їй Р. Шумана, а восени в Карлсруе вона познайомилася з Р. Вагнером. Разом з Лістом і Вагнером поїхала до Парижа. Улітку 1855 р. в Берліні з Лістом займалася влаштуванням його доньок. Відвідавши Париж і Брюссель, повернулася з донькою до Веймару. Восени 1856 р. закохані зустрілися в Цюриху з Вагнером, у листопаді наступного року Вітгенштейн була на концерті Ліста в Дрездені. У 1858 р. заприязнилася з французьким політиком і письменником Е. Олів'є, з яким листувалась до кінця життя. У червні 1859 р. разом з Лістом брала участь в урочистостях з нагоди 25-річчя існування часопису «Neue Zeitchrift fur Musik» у Лейпцизі.
Становище Вітгенштейн і Ліста при веймарському дворі, де посилилися нападки на їхнє приватне життя, ускладнилося. Вона почала прямі переговори зі своїм колишнім чоловіком і навіть погодилася на його важкі та принизливі умови (тор вимагав, щоб вихователів доньки призначила гросгерцогиня, і після досягнення повноліття Марія замешкала б з його сім'єю, а у Кароліни було відторгнуто більшу частину її володінь). Попередню угоду, укладену в кінці 1852 p., чоловік порушив уже через рік: під приводом того, що його донька повернулася на віллу «Альтенбург», він категорично відмовив у розлученні й вимагав негайного переїзду доньки до нього, крім того, значно посилив інтриги проти Кароліни Вітгенштейн при російському дворі. За розпорядженням Миколи І була розпочата судова справа, і вже в середині 1855 р. спеціальна кримінальна комісія винесла постанову про позбавлення Кароліни Вітгенштейн усіх прав стану і передачу її маєтків законним спадкоємцям. Колишній чоловік Кароліни, прагнучи, щоб його призначили опікуном маєтків доньки, писав Миколі І, а пізніше Олександру II про те, що Кароліна збирається видати доньку в шлюб з польським емігрантом або ж з людиною «недостойною славного імені Вітгенштейнів і, можливо, ворожу Росії» і перевести всю маєтність доньки за кордон. Водночас він за дозволом царя отримав розлучення і, хоч воно ще не було затверджене духовною інстанцією, одружився з німкенею з Риги, боною при дітях генерала О. А. Суворова, в якого був ад’ютантом.
Навесні 1860 p. Кароліна Вітгенштейн нарешті отримала з консисторії в Петербурзі декрет, який оголошував її шлюб з Вітгенштейном недійсним і був підтверджений під час аудієнції в Папи Римського Пія IX. Однак напередодні вінчання з Лістом, призначеного на 50-ліття композитора 21 жовтня 1861 в костьолі Сан-Карло в Римі, папський легат приніс звістку про перешкоди шлюбу за новим проханням її колишнього чоловіка. Після цього Кароліна усамітнилась у Римі. 10 березня 1864 року її колишній чоловік нарешті помер, але Кароліна назавжди відмовилася від думки про шлюб, сприймаючи всі дотогочасні перешкоди як волю Божу. Ліст прийняв духовний сан (25 квітня 1865) і перебрався до Ватикану. До кінця життя вони продовжували спілкуватися (згодом тільки листовно). 
З думкою про Кароліну Вітгенштейн Ліст працював у 1871-85 pp. над ораторією про св. Станіслава, їй присвятив одну з п'яти мес для органу. Завдяки Кароліні Вітгенштейн Ліст добре знав польську мову, високо цінив польську літературу. Саме її композитор призначив виконавицею своєї останньої волі і саме їй присвятив усі свої симфонічні поеми.

## Творчість Кароліни Вітгенштейн
Кароліна Вітгенштейн, яка у зв'язку з особистими проблемами звернулася до канонічного права, відтоді зацікавилась релігійним рухом у минулому і сучасності. Прибутки від успадкованих її донькою значних маєтностей Івановських дали можливість видавати її твори. 
Перші праці Кароліни Вітгенштейн були опубліковані в Парижі, зокрема «La Chapelle Sixtine par Michel Ange» («"Сікстинська капелла" Мікеланджело», «Revue des deux Mondes») і «Religion et Monde» («Релігія і світ»). 
Пізніше Вітгенштейн видавалась виключно в Римі, зокрема, тут вийшли «Bouddhaisme et Christianisme» («Буддизм і християнство»), «Petits entretiens pratiques à l'usage des femmes du grand monde, pendant des retraites spirituelles» («Маленькі практичні бесіди для світських жінок у духовних пошуках», т. I—VIII, 1867-69; перероблена Г. Лассерром, була перекладена англійською, іспанською та німецькою), «Simplicité des colombes et prudence des serpens» («Простота голубів і обережність змій»), «Souffrance et prudence» («Страждання й обережність», авторка аналізувала тут свій зв'язок з Лістом), «L'amitié des Anges» («Дружба ангелів», 1869), «De la prière, par une femme du monde» («Про молитву, розповідь світської дами», 1869), «De la matière dans la Dogmatique» («Про матерію в догматиці», т. I—III, авторка вважала цю працю своєю найкращою), «De la perfection Chrétienne» («Про християнську досконалість»), «De la propagation de la foi dans l'extrême Orient» («Про поширення віри на далекому Сході», т. І—II), великий коментар до ключової християнської молитви «Отче наш», студії про біблійних жінок, історія провінційних синодів, а також студії про зміни в церкві, в яких вона розглянула всі сторони церковного життя: інституції, фінансову адміністрацію, реформи, архітектуру, музику. 
Невідомо, чи були видані звичаєві, психологічні та критичні студії Кароліни Вітгенштейн «О klasztorach zehskich w Rzymie» («Про жіночі кляштори в Римі»), задля яких вона відвідала багато жіночих монастирів, зокрема, за дозволом Папи Пія IX, з найсуворішим статутом. Головна праця Кароліни Вітгенштейн (видана анонімно) «Des causes intérieures de la faiblesse extérieure de l'Eglise en 1870» («Внутрішні причини зовнішньої слабкості церкви в 1870», т. I-XXIV, Рим, 1872-82) була засуджена Ватиканом декретом від 4.II.1879, а сама Вітгенштейн категорично заперечувала своє авторство. 
Книги Кароліни Вітгенштейн виходили невеликими тиражами, більша частина залишалася на складі видавництва, очікуючи, за словами авторки, «на свою пору». Лише вузьке коло її друзів мало можливість ознайомитися з ними. Римляни називали її «Сивіллою з вулиці Бабуіно», а відомий італійський історик і белетрист Ч. Канту вважав «найосвіченішою жінкою і найглибшою мислителькою XIX ст.».
Померла у Римі в ніч проти 9 березня 1887 від аневризми серця, на другий день після закінчення «Des causes intérieures...», похована на тамтешньому німецькому католицькому цвинтарі. 
Її єдина донька Марія (18.11.1837 - після 1909) 15 жовтня 1859 стала дружиною князя Костянтина Гогенлое-Шиллінгсфюрста, церемоніймейстера віденського двору, мешкала з чоловіком у Відні.